# Saul Steinberg
Saul Steinberg (Râmnicu Sărat, 15 giugno 1914 – New York, 12 maggio 1999) è stato un disegnatore e illustratore rumeno naturalizzato statunitense. È tra i più importanti disegnatori del XX secolo.

## Biografia
Cresciuto in una famiglia della media borghesia ebraica, Saul Steinberg passò la giovinezza in Romania, che ricordò sempre come "un paese in maschera". Trasferitosi con la famiglia nella capitale, frequentò il liceo Matei Basarab di Bucarest in un clima pesantemente antisemita  e poi si iscrisse alla facoltà di Lettere e Filosofia; nel 1933 decise di optare per Architettura, ma non venne ammesso perché la facoltà prevedeva un limite per gli studenti ebrei. Nel 1933 partì per Milano, dove si iscrisse alla facoltà di Architettura del Politecnico. Qui l'accademismo del corpo docente (Pietro Portaluppi, Gaetano Moretti, Ambrogio Annoni) convive tranquillamente con l'entusiasmo degli studenti per il modernismo di Le Corbusier e di Gropius. Steinberg ebbe comunque modo di frequentare i corsi anche del più innovativo Gio Ponti. Propostosi come vignettista al settimanale satirico Bertoldo, venne favorevolmente accolto dal caporedattore Giovannino Guareschi e divenne un regolare collaboratore a partire dal 1936. All'epoca risiedeva in un alloggio sopra il bar del Grillo in zona Città Studi, bar che divenne presto il suo ritrovo preferito. Nel 1938, dopo due anni e più di 200 tra disegni e collage, abbandonato il Bertoldo, cominciò a lavorare per Settebello, rivista diretta da Cesare Zavattini e Achille Campanile, ma proprio in quell'anno vennero promulgate le leggi razziali: gli ebrei stranieri dovevano essere espulsi. 

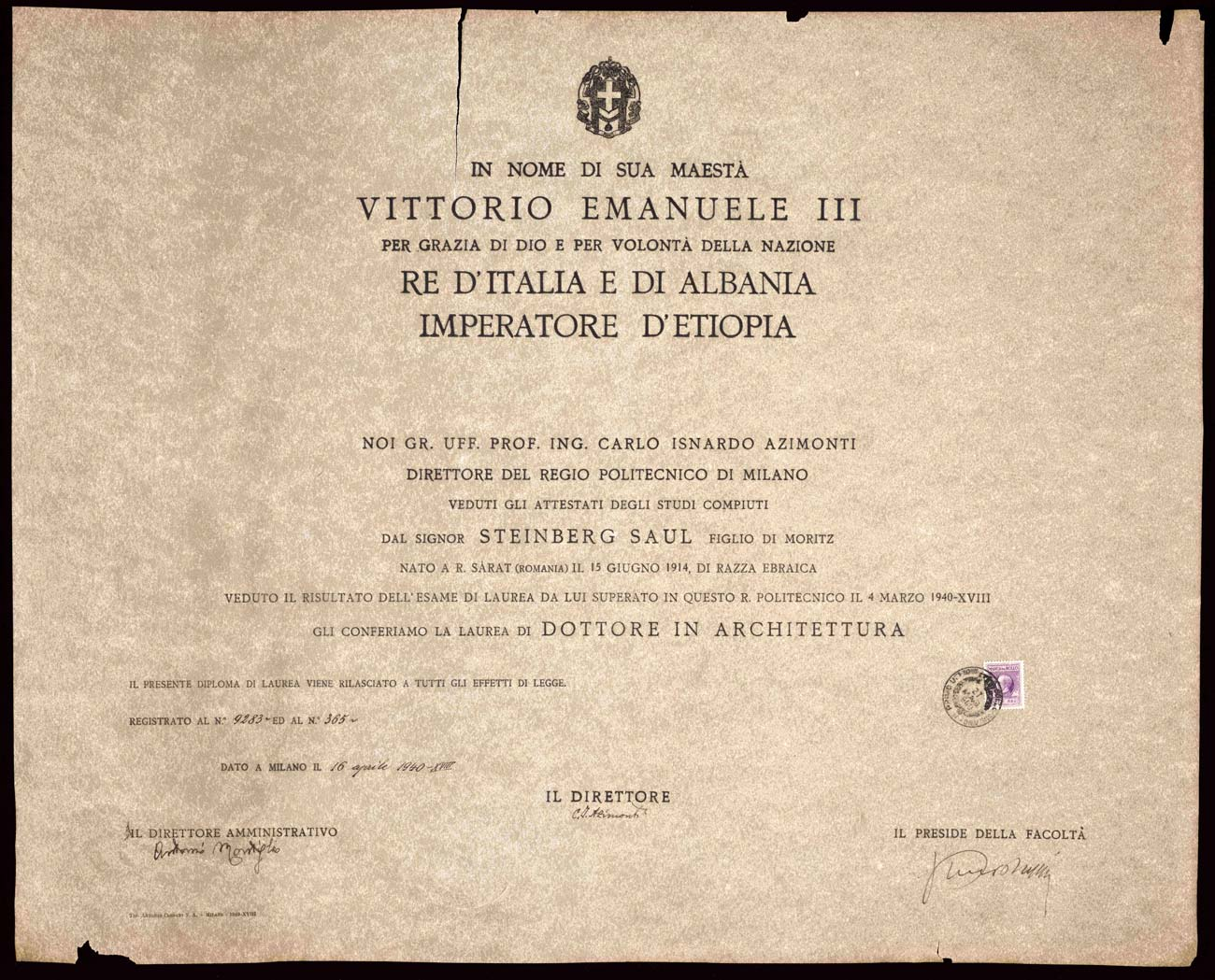
Diploma di laurea di Saul Steinberg, 1940

Aiutato da Luigi Fontana, titolare della FontanaArte che gli commissionò paralumi, paraventi e ante di mobili, e da alcuni amici quali Vito Latis, che gli fece ottenere la decorazione di un mobile destinata a una villa in Liguria, e Luciano Pozzo, presso il cui studio fu ospitato (e nascosto) per alcuni mesi, il 4 marzo 1940 riuscì comunque a completare gli studi di architettura laureandosi al Politecnico. In una riflessione di molti anni dopo (1985) ebbe a scrivere:

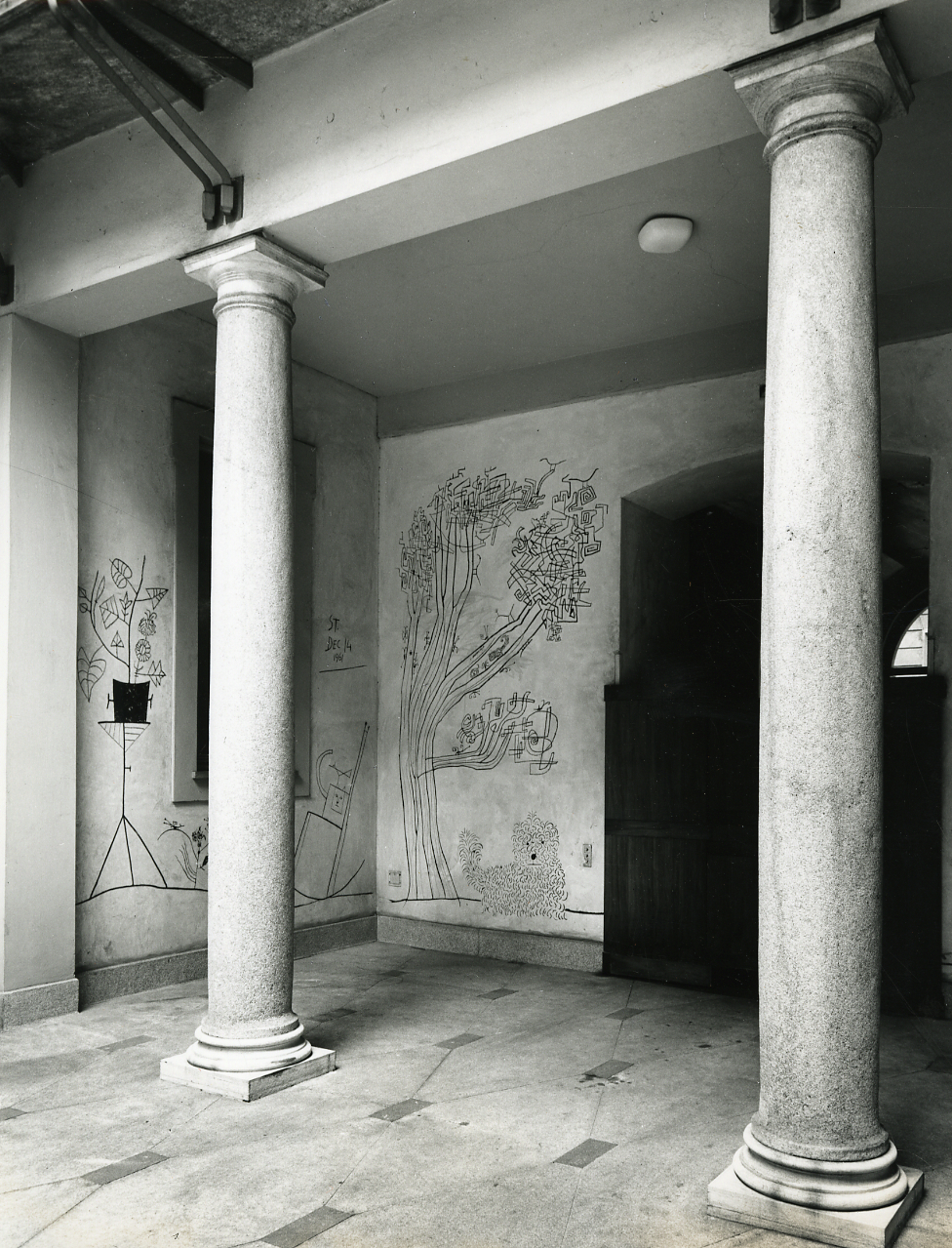
Milano. Particolare dell'atrio di Villa Mayer realizzata su progetto dello studio di architetti BBPR, decorato con un graffito di Saul Steinberg. Foto di Paolo Monti

Il periodo italiano lasciò un segno importante nella vita di Steinberg, che per tutta la vita mantenne contatti con artisti e intellettuali italiani (in primo luogo Aldo Buzzi), tornando più volte a lavorare in Italia. Nel 1941 fu detenuto per alcuni giorni nel carcere di San Vittore a causa delle leggi razziali e successivamente trasferito in Abruzzo nel campo di internamento di Tortoreto; infine fu costretto a lasciare l'Italia imbarcandosi per il Nordamerica. Arrivato a Ellis Island, dovette ripiegare su Ciudad Trujillo (oggi Santo Domingo) in attesa del visto di ingresso negli Stati Uniti. A New York arrivò il 1º luglio 1942 e un mese dopo ottenne la cittadinanza statunitense. Qui cominciò a lavorare per il New Yorker. Fu l'inizio di un sodalizio fruttuoso (642 illustrazioni e 85 copertine), durato per quasi sessant'anni. 
Nell'aprile 1943 grazie a Betty Parsons, sua futura gallerista di riferimento, espose per la prima volta, insieme a Costantino Nivola, in una mostra tenutasi nella Wakefield Gallery. Arruolatosi nella marina militare statunitense, passò gli anni della seconda guerra mondiale fra l'estremo oriente, l'Africa e l'Italia, realizzando anche opuscoli per l'esercito e vignette di propaganda antifascista e antinazista. Molte delle vignette pubblicate negli anni di guerra furono raccolte nel suo primo libro, All in line, pubblicato nel 1945. L'11 ottobre 1944 sposò Hedda Sterne, pittrice anch'essa di origine rumena, conosciuta a New York l'anno prima. Alla fine del conflitto mondiale tornò più volte in Europa e in particolare in Italia in numerose occasioni: nel 1951 espose a Roma alla galleria L'Obelisco, presentato da Cesare Zavattini; nel 1954, su invito del correligionario Ernesto Nathan Rogers, realizzò nei pressi del palazzo della Triennale di Milano una installazione temporanea, detta Labirinto dei ragazzi, utilizzando per la decorazione murale la tecnica dello "sgraffito". Il rapporto con la città di Milano rimase vivo grazie all'amicizia e alla corrispondenza assidua con Aldo Buzzi, con il quale viaggiò molto in America ed Europa. Nel febbraio 1956 fu inviato a Mosca su incarico del New Yorker che gli aveva commissionato un reportage per immagini. Due anni dopo realizzò per l'Expo 1958 di Bruxelles un monumentale murale-collage per il padiglione USA. 
Nel corso degli anni sessanta si focalizzò sulla ricerca pittorica e sul lavoro per il New Yorker, consolidando in tutto il mondo la sua fama di disegnatore di vignette mute, leggero e profondissimo. Nella casa di campagna di Amagansett, acquistata nel 1959, allestì il suo atelier di lavoro trascorrendovi sempre più tempo, ma senza trascurare i viaggi in Africa e in Europa e le frequentazioni con noti intellettuali e artisti della scena statunitense quali Alexander Calder, John Updike, Saul Bellow, Kurt Vonnegut, William Gaddis e alcuni europei immigrati come lui: Richard Lindner, Tino Nivola, Bernard Rudofsky. Celebri in quegli anni le sue maschere fatte con semplici sacchetti di carta che, indossate dallo stesso Steinberg e dai suoi amici, vennero fotografate in innumerevoli scatti da Inge Morath. 
Nel 1960 Steinberg si separò dalla moglie, senza tuttavia mai divorziare, e si unì con Sigrid Spaeth, studentessa tedesca di design. I due rimasero sempre insieme fino al 1996, anno della morte di lei. Nel 1974 Aldo Buzzi e Saul Steinberg registrarono la prima di una serie di conversazioni autobiografiche che, sbobinate e trascritte, sono state pubblicate postume con il titolo Riflessi e ombre. Nel 1978, al Whitney Museum of American Art gli venne dedicata la sua prima grande retrospettiva. Nel 1992 Steinberg pubblicò il suo ultimo libro, The Discovery of America e in seguito decise di lasciare in donazione le sue carte alla Beinecke Rare Book and Manuscript Library dell'Università Yale. Trascorse l'ultimo periodo della sua vita nel suo appartamento newyorkese, assistito da Hedda e da amici fra cui Aldo Buzzi. Vi morì il 12 maggio 1999.

## L'opera
(Saul Steinberg, intervista di Sergio Zavoli, 1967)

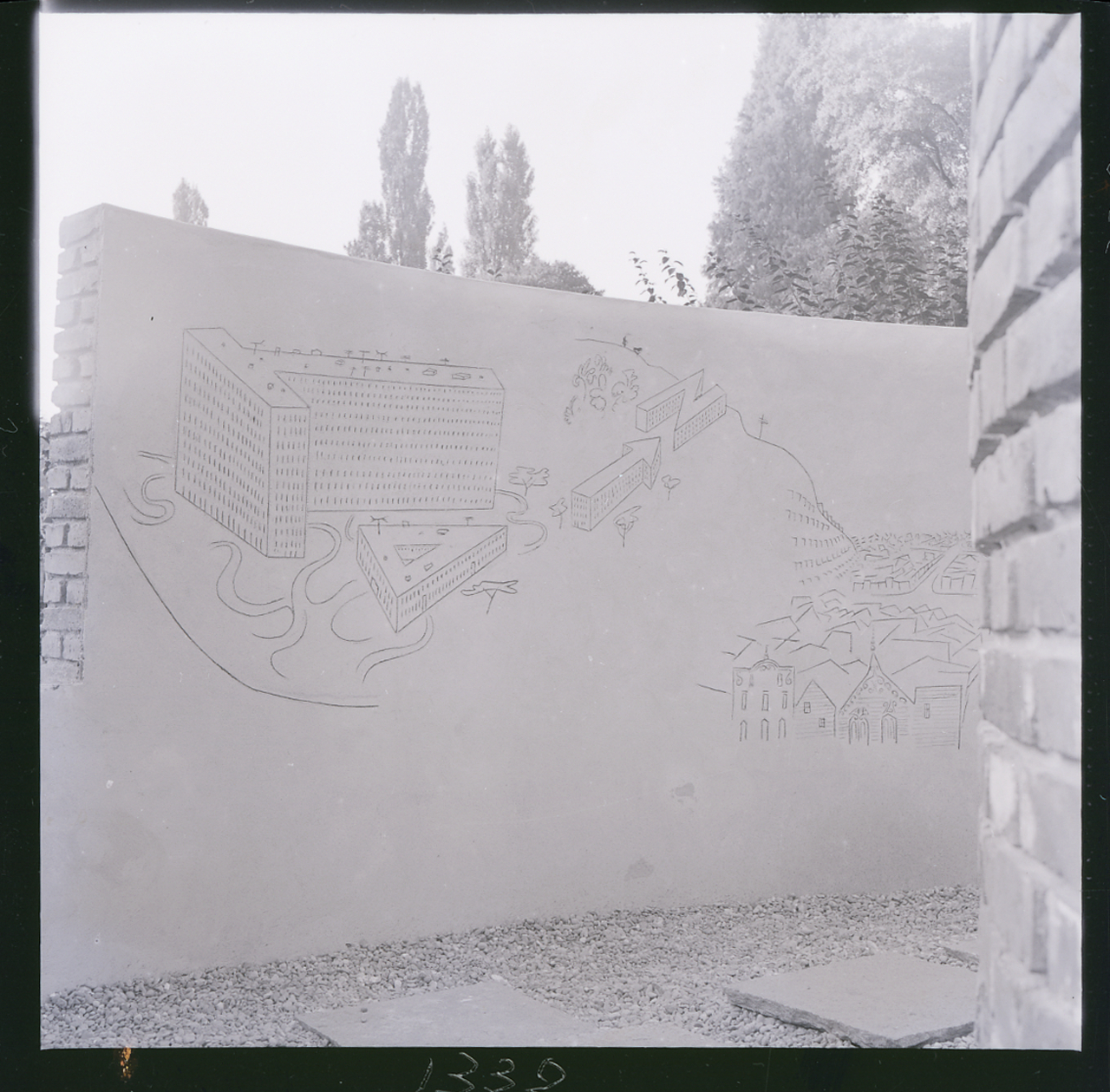
Saul Steinberg, Graffiti, 1954, per la X Triennale di Milano, Padiglione Il labirinto dei ragazzi (poi demolito).

Dal critico statunitense Harold Rosenberg, a Saul Bellow, allo storico dell'arte Ernst Gombrich, a Italo Calvino, a Eugène Ionesco, a Roland Barthes, sono molti gli intellettuali che hanno scritto su e per i disegni di Steinberg, che hanno così ricevuto una consacrazione critica pari a quella dei maggiori artisti del XX secolo, unita ad un vastissimo successo di pubblico.
I temi cari al disegnatore sono molteplici: uomini, donne, animali domestici, monumenti, ma tutti ruotano intorno alla "consapevolezza della linea di essere una linea": ogni figura e ogni personaggio che esce dalla penna di Steinberg è consapevole di essere disegnato (immagine). A questo si intrecciano gli altri temi principali: quello dell'identità costruita (passaporti e documenti falsi (immagine), impronte digitali (immagine), maschere, riflessi), quello della vita sociale (nelle molte opere dedicate alla vita pubblica americana, nelle parate), quello delle parole (nelle rappresentazioni di verbi e aggettivi come personaggi da fumetto (immagine), nella rappresentazione dei linguaggi (immagine)).
Le vignette e illustrazioni di Steinberg (prescindendo dagli anni in Italia) sono apparse sui periodici americani Life, Time, The New Yorker e Harper's Bazaar. La sua opera più celebre è View of the world from 9th avenue, copertina di un numero del New Yorker del 1976 (immagine).
Milano ha ospitato fino a qualche anno fa una delle creazioni più singolari di Steinberg, la sua decorazione (graffito nero su fondo bianco) di inizio anni '60 nell'androne della Palazzina Mayer. Attualmente, dopo una sciagurata ristrutturazione, dell'opera rimangono solo le foto di Ugo Mulas (immagine Archiviato il 10 maggio 2006 in Internet Archive.).
I suoi disegni sono stati esposti in più di 80 mostre personali, e sono ora conservati in diversi musei di arte moderna in Israele, Europa e Stati Uniti. Oltre al disegno, Steinberg praticò una forma personalissima di scultura, realizzando maschere in vari materiali (immagine).
Nel 1984 la rivista giapponese Idea lo colloca tra i trenta designers più influenti del ventesimo secolo.

## Opere
(Saul Steinberg, dall'Introduzione a "The New World", 1965)

### Illustrazioni

#### Edizioni originali
- All in Line - New York: Duell, Sloan & Pearce (1945)
- The Art of Living - New York: Harper & Brothers (1949)
- The Passport - New York: Harper & Brothers (1954)
- Steinberg's Umgang mit Menschen - Amburgo: Rowohlt Verlag (1954)
- Dessins - Parigi: Gallimard (1956)
- The Labyrinth - New York: Harper & Brothers (1960)
- The Catalogue - Cleveland: Meridian Books/World Publishing Co. (1962)
- The New World - New York: Harper & Row (1965)
- Le Masque (con testi di Michel Butor e Harold Rosenberg e fotografie di Inge Morath) - Parigi: Maeght Editeur (1966)
- The Inspector - New York: The Viking Press (1973)
- All Except You (con Roland Barthes) - Parigi: Repères (1983)
- Dal Vero (con John Hollander) - New York: The Library Fellows of the Whitney Museum of American Art (1983)
- Canal Street (con Ian Frazier) - New York: The Library Fellows of the Whitney Museum of American Art (1990)
- The Discovery of America - New York: Alfred A. Knopf (1992)
- Saul Steinberg: Masquerade (fotografie di Inge Morath) - New York: Viking Studio (2000)
- Futuro dizionario d'America, McSweeney's, 2005; Isbn Edizioni, 2006.

#### Edizioni italiane
- L'arte di vivere - Milano: Mondadori (1954)
- Il labirinto - Milano: Feltrinelli (1961)
- L'ispettore - Milano: Garzanti (1974)
- Passaporto - Milano: Mondadori (1976) (2002 nuova ed.)
- La scoperta dell'America - Milano: Mondadori (1992)

### Narrativa
- Riflessi e ombre (con Aldo Buzzi) Milano: Adelphi (2001)
- Lettere a Aldo Buzzi, 1945-1999 Milano: Adelphi (2002)